# Echinorhynchus lateralis
Echinorhynchus lateralis är en hakmaskart som beskrevs av Joseph Leidy 1851. Echinorhynchus lateralis ingår i släktet Echinorhynchus och familjen Echinorhynchidae. Inga underarter finns listade i Catalogue of Life.